# Wierlkapelle
Die Wierlkapelle, eigentlich Thomaskapelle, ist eine zwischen Sandersdorf und Schamhaupten liegende Kapelle. Sie wurde 1907 aufgrund der Geburt des letzten Sandersdorfer Barons Thomas De Bassus erbaut. Sie befindet sich bis heute im Besitz der Familie. Jährlich findet eine Prozession statt, wobei dort eine Messe zelebriert wird.
Anlässlich der im Jahr 2003 abgeschlossenen Renovierung der Kapelle veranstaltete der Katholische Frauenbund der Pfarrei Schamhaupten Mitte Mai eine Sternwallfahrt mit anschließender Maiandacht. Unter anderem wurden die Madonna, die dort „schon seit mehreren Jahrzehnten[...], eventuell schon seit der Zeit vor dem Zweiten Weltkrieg“ stand, restauriert und das Mauerwerk gesäubert. Für Aufsehen sorgte im Jahr 2005 Spende einer Madonna, die im französischen Marienwallfahrtsort Lourdes gekauft wurde.